# آتینا چنچی
آتینا چنچی (انگلیسی: Athina Cenci؛ ‏تلفظ در ایتالیایی: [aˈtiːna ˈtʃɛntʃi]؛ زادهٔ ۱۳ مارس ۱۹۴۶) بازیگر اهل ایتالیا است.
از فیلم‌هایی که وی در آن نقش داشته‌است، می‌توان به معجزه ایتالیایی، ارادهٔ آنا، خانواده، به خانه برگرد گُری، به خانه خوش آمدی گُری، هم‌کلاسی‌ها و فیوریله اشاره کرد.